# James Broughton
Pour les articles homonymes, voir Broughton.
James Broughton est un réalisateur, scénariste et acteur américain né le 10 novembre 1913 à Modesto, Californie (États-Unis), décédé le 17 mai 1999 à Port Townsend (Washington).

## Biographie
Associé à la Renaissance de San Francisco, James Broughton disait qu'il avait eu la vision mystique d'un ange quand il était enfant. A l'âge adulte, il avait des aventures aussi bien avec des hommes que des femmes. Il avait une liaison avec le militant gay et Radical Faery Harry Hay. Il a eu deux enfants avec sa femme, l’artiste Suzanna Hart. Il a également eu une fille avec la critique de cinéma Pauline Kael. Dans sa soixantaine, James Broughton a formé une relation durable avec Joel Singer, un jeune homme qu’il assimilait à l’ange de sa vision d’enfant. Ils sont restés ensemble pendant près de 25 ans jusqu’à la mort de Broughton.
Poète et réalisateur, il est peut-être plus connu pour ses films d’avant-garde, explorant les thèmes du sexe, de la mort et du sens, ce qui lui a valu un prix d’excellence de l’American Film Institute. Sa poésie mélange souvent les sensibilités Beat Zen avec une particularité ludique, farceuse dans l'utilisation de la langue avec ses doubles sens, résumée par sa phrase,  "Follow your own weird" soit "Suivez votre propre étrange." (Dans l’usage moderne, le mot "weird" signifie "étrange ou étrange", mais à l’origine le mot signifiait "destin ou destinée".)
James Broughton est mort en 1999. Sa pierre tombale dit "Aventure -- pas situation difficile."

## Œuvres

### Poésie (en français)
- Atteindre l'inévitable, éditions OE, 1985.
- Vraie & Fausse Licorne, éditions La Harpe d'Éole, 1987.
- Voir la lumière, revue Filigrane, 1988.
- L'Ermite de Neptune et autres poèmes (traduction par Thierry Fournier), revue Mai hors Saison n°12, 1989.

### Filmographie

#### Comme réalisateur
- 1946 : The Potted Psalm
- 1948 : Mother's Day
- 1950 : Adventures of Jimmy
- 1951 : Loony Tom
- 1951 : Four in the Afternoon
- 1953 : The Pleasure Garden (en)
- 1968 : The Bed
- 1971 : The Golden Positions
- 1971 : This Is It
- 1971 : Nuptiae
- 1972 : Dreamwood
- 1973 : High Kukus
- 1974 : Testament
- 1976 : Together
- 1976 : Erogeny
- 1977 : Song of the Godbody
- 1979 : Hermes Bird
- 1981 : The Gardener of Eden
- 1983 : Devotions
- 1988 : Scattered Remains

#### Comme scénariste
- 1953 : The Pleasure Garden (en)
- 1972 : Dreamwood
- 1974 : Testament
- 1983 : Devotions
- 1988 : Scattered Remains

#### Comme acteur
- 1950 : Adventures of Jimmy
- 1979 : Hermes Bird : Narrator
- 1984 : Cinématon #409 de Gérard Courant : lui-même

## Récompenses et nominations

### Récompenses
- Prix du meilleur film fantastique poétique au Festival de Cannes en 1954 pour Le Jardin des plaisirs.
- Prix Maya Deren des artistes indépendants de l'American Film Institute en 1989.